# Buke shohatto
O Buke shohatto (武家諸法度, lit. Vários pontos legais para famílias de guerreiros) foi uma coleção de editos do xogunato Tokugawa regulando as atividades e responsabilidades dos daimyō (senhores feudais) e o resto da aristocracia guerreira samurai. Estes formaram a base do bakuhan taisei (sistema de domínios do xogunato) que remete à fundação do regime Tokugawa. Os conteúdos dos editos foram vistos como um código de conduta, uma descrição do comportamento adequado de um daimyō, e não simples leis a serem obedecidas. Aplicando as noções de moral e honra, portanto, o xogunato viu o cumprimento das leis apesar da não-possibilidade de controle direto.
Os artigos primeiramente foram lidos a um grupo de daimyō pelo xogun aposentado Tokugawa Ieyasu, no Castelo de Fushimi no sétimo mês lunar de 1615. Foram compilados por um grupo de acadêmicos do xogunato, incluindo Ishin Sūden, e visavam inicialmente limitar o poder dos daimyō e assim proteger o controle do xogunato sobre o país.
O xogun da época, o filho de Ieyasu, Tokugawa Hidetada, formalmente promulgou os editos, e cada xogun sucessor os renovou, reforçando as restrições aos daimyō e o controle do xogunato. Durante essas significativas gerações, no entanto, as regras se desenvolveram e mudaram significantemente.

## Artigos promulgados em 1615
1. A classe samurai deve se devotar a propósitos adequados à classe guerreira, como arquearia, esgrima, hipismo e literatura clássica.
2. Diversões e entretenimento devem ser mantidos com ressalvas e não deverão ser atividades caras.
3. Os han (domínios feudais) não são para fugitivos de portos e foras-da-lei.
4. Os domínios devem expulsar rebeldes e assassinos em serviço de seus territórios.
5. Daimyō não poderão se engajar em atividades sociais com pessoas de outros domínios (nem samurais ou o povo).
6. Castelos podem ser reparados, mas essa atividade deve ser reportada ao xogunato. Inovações estruturais e expansões são proibidas.
7. A formação de revoltas e conspirações em domínios vizinhos devem ser imediatamente reportadas ao xogunato, bem como se deverá expandir defesas, fortificações e forças militares.
8. Casamentos entre daimyō e outras pessoas de influência não poderão ser arranjados em âmbito privado.
9. Os daimyō deverão se apresentar em Edo para serviço ao xogunato.
10. Convenções que determinam uniformes formais devem ser seguidas.
11. Pessoas comuns não poderão andar em liteiras.
12. Samurais do reino deverão praticar a frugalidade.
13. Os Daimyō deverão escolher homens hábeis para servir como administradores e burocratas.

O edito de 1615 continha o núcleo do xogunato, seguindo os códigos de conduta dos samurais. Políticas similares foram impostas ao povo e reforçadas ao longo do Período Edo.
Alguns itens afirmavam a necessidade da frugalidade, um conceito central das noções confucianas de governo adequado. Outros se referem a leis de suntuário, regulando como as pessoas deveriam se apresentar, suas roupas, seus meios de transporte, e outras regras.
Alguns itens foram incluídos para prevenir a formação de alianças contra o xogunato, por exemplo, os itens regulando os casamentos entre famílias de daimyō. Os fudai daimyō tinham menos poder, eram mais confiáveis para o xogunato, e poderiam ser facilmente punidos com a perda dos domínios e privilégios. No entanto, os tozama daimyō eram muito mais poderosos e menos confiáveis e o xogunato carecia de força para lhes impor diretamente suas políticas para os domínios tozama e temia potencias alianças militares entre vários domínios tozama.
Regulamentos sobre a construção, expansão e reparo de fortificações também servem para prevenir a criação de forças que poderiam ir contra o xogunato, como faz uma referência à política do sankin kōtai, segundo a qual os daimyō deveriam fazer peregrinações regulares a Edo, para se apresentarem a serviço.

## Promulgados em 1635
Os editos foram relançados em 1629, e novamente em 1635, pelo terceiro xogun Tokugawa, Iemitsu. Embora houvesse várias alterações, a maioria das estipulações eram sobre os mesmos temas. Daimyō foram impedidos de se rebelar, formar alianças e partidos, e jurar lealdade a outro. O sistema do sankin kōtai foi mais detalhado neste edito, e descrito mais especificamente.
Esse ano é também significativo pela implementação de políticas classificadas como kaikin (proibições marítimas), às vezes referidas como Editos Sakoku. Ainda que as restrições marítimas não apareçam na versão de 1635 do buke shohatto, algumas políticas de viagens domésticas e religião são descritas.
Algumas novas estipulações são as seguintes:
1. Deve-se tomar cuidado ao manter estradas, barcos, pontes e docas para se facilitar as comunicações.
2. Postos privados de pedágio são proibidos, assim como a eliminação de rotas de balsas existentes.
3. Navios capazes de carregar mais de 500 koku são proibidos de serem construídos.[1]
4. Terras pertencentes a santuários xintoístas e templos budistas não poderão ser tomados destes.
5. O cristianismo é proibido.

## Promulgações posteriores
Os editos foram republicados a cada sucessão dos xoguns. As promulgações sob Tokugawa Ietsuna, Tokugawa Tsunayoshi e Tokugawa Ienobu em 1663, 1683 e 1710 respectivamente contaram com alterações no estilo, apesar de poucas mudanças substanciais. Entre as novas estipulações estavam as proibições do [[junshi]] (suicídio ritual para acompanhar a morte de um senhor feudal), de abusos de poder e da aceitação de subornos, e a supressão da opinião popular, junto com estipulações sobre sucessão de daimyō em um clã ou domínio.
Os sete xoguns seguintes republicaram o buke shohatto na forma de 1683, com apenas poucas mudanças de estilo. Ainda que os editos fossem pronunciados juntamente com os Shoshi hatto (leis para samurais), estes últimos se tornaram demasiadamente obsoletos após 1683 e absorvidos pelo corpo das ordens xogunais e das proibições (kinrei-ko).